# 최인국
최인국(1946년~  )은 최덕신-류미영 부부의 차남으로 2019년 7월 6일 북한으로 망명했다.

## 생애
대학에서 건축학을 전공한 최인국은 부모의 월북 후 '월북자의 자식'으로 지탄 받으며 정보기관의 감시 속에 직장만 10번을 넘게 옮겼고 이사 등으로 고생을 했다. 어머니 류미영과 23년 만에 처음 만날 당시인 2000년 직업은 막노동일이었다. 부인 이씨가 행상과 파출부 일로 겨우 생계를 꾸리고 있었다. 이후 국내에서 천도교 관련 단체인 동학민족통일회(동민회) 대외협력국장과 공동의장을 역임한 바 있으며 최근에는 남북경협 전문회사인 M&K의 회장으로 일했다.
최인국은 2000년 8월 월북한 어머니 류미영과 23년 만에 비공개 상봉했다. 류미영은 2000년 8월 15일부터 3일간 북한 이산가족 방문단 북측 단장을 맡아 서울을 방문했다. 류미영이 2016년 11월 사망하자 통일부 허가를 받아 2016년 북한을 방문하였다. 이후 1, 2주기 행사에 참석하기 위해 방북했다. 최인국은 2001년 이후 가족 상봉과 성묘 목적으로 12차례 북한을 방문했다고 통일부가 밝혔다.
가족은 부인 이씨와 1남1녀가 서울에 사는 것으로 알려졌다.
최덕신과 류미영은 1976년 미국으로 이민 갔다가 1986년 4월 월북한 후 북한에서 천도교청우당 중앙위원회 위원장을 지냈다. 최덕신은 박정희 정권에서 외무장관, 서독 대사를 지내고 천도교 교령으로 활동했다. 조부 최동오는 6.25 당시 납북됐으며 장관급 대우를 받은 것으로 전해진다.
형은 최건국이다. 독일 체류 중 한국 민주화를 위해 노력하다 송두율과 함께 반체제인사로 분류돼 끝내 고국땅을 밟지 못하고 2016년 2월 사망했다. 여형제로는 근애, 경애, 순애가 있다.
최덕신 전 외무부 장관의 차남 최인국이 2019년 7월 6일 평양에 도착했다. 최인국은 부모님 유지를 잇는다는 명목으로 정부의 허가를 받지 않고 제3국을 경유해 월북하였다. 북한 대남 선전매체 '우리 민족끼리'는 7일 게재한 기사에서 "류미영 전 천도교청우당 중앙위원회 위원장의 아들 최인국 선생이 공화국에 영주하기 위하여 7월 6일 평양에 도착하였다"고 보도했다.
최인국은 평양국제비행장에서 발표한 도착 소감에서 "선친들의 유해가 있는 공화국(북한)에 영주하기 위하여 평양에 도착하였다"며 "민족의 정통성이 살아있는 진정한 조국, 공화국의 품에 안기게 된 지금 저의 심정을 무슨 말로 어떻게 표현해야 할지 모르겠다"고 말했다. 그는 "가문이 대대로 안겨 사는 품, 고마운 조국을 따르는 길이 곧 돌아가신 부모님들의 유언을 지켜드리는 길이고 그것이 자식으로서의 마땅한 도리이기에 늦게나마 공화국에 영주할 결심을 내리게 되었다"고 했다고 이 매체는 밝혔다. 최인국은 “평양의 애국열사릉에는 저의 아버지와 어머니, 할아버지와 외할아버지, 이모할머니 이렇게 다섯 분의 유해가 안치되어 있다”고 밝히기도 했다.
북측은 이번 최인국의 입북 사실을 대남 매체인 <우리 민족끼리>에만 7일 게재하고 이날 밤늦게까지 <조선중앙통신>이나 <노동신문>, <조선중앙방송> 등의 북한 공식매체에는 보도하지 않았다.
최인국은 이번 평양행을 위해서 정부에 방북 신청을 하지 않았으며 제3국을 경유해 평양에 도착한 것으로 알려졌다. 항공편으로 입북하려면 북한 당국으로부터 비자를 발급받아야 하기 때문에 북한과 사전 협의 하에 중국 베이징 또는 선양 주재 북한 대사관에서 비자를 받았을 것으로 대북 전문가들은 보고 있다.
2016년 11월 류미영 천도교청우당 중앙위원장 사후 지금까지 천도교청우당 위원장직은 공석이었다. 북한은 류미영 1주기 때 최인국에게 류미영 자리를 제안했고 북한행을 최종 결정하기까지 1년 8개월이 걸렸다고 한다. 그 이유는 아내와 자식 때문이라고 한다. 최인국은 북한 권력 22위인 천도교청우당 중앙위원장에 취임할 것으로 알려졌다.
북한 내 천도교 교인은 1만5천명가량인데 북에서는 가장 큰 종단인 것으로 전해졌다. 청우당은 조선노동당에 이은 제2 정당으로 당원은 1만2천명 정도다. 지난 최고인민회의에서는 청우당 출신 대의원이 23명이었다.

## 같이 보기
- 최덕신
- 천도교
- 조선카톨릭교협회